# Kelita tuberculata
Kelita tuberculata är en biart som beskrevs av Ehrenfeld och Rozen 1977. Kelita tuberculata ingår i släktet Kelita och familjen långtungebin. Inga underarter finns listade i Catalogue of Life.